# Centromochlus macracanthus
Centromochlus macracanthus és una espècie de peix de la família dels auqueniptèrids i de l'ordre dels siluriformes.

## Morfologia
Els mascles poden assolir els 7,1 cm de llargària total.

## Distribució geogràfica
Es troba a Sud-amèrica: conca del  riu Negro.